# メアリー・フレイザー＝タイトラー

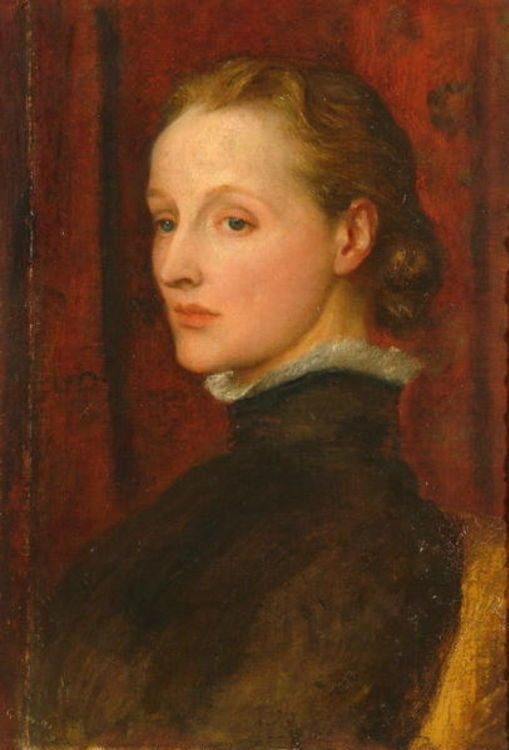
メアリー・フレイザー＝タイトラー

メアリー・ シートン・フレイザー＝タイトラーまたはメアリー・シートン・ワッツ（Mary Seton Fraser-Tytler or Mary Seton Watts, 1849年 - 1938年）は、イギリスの女流工芸家、デザイナー、ならびに社会改良家。（作品の画像は英語版ウィキペディアで見られる）

## 生涯
メアリー・フレイザー＝タイトラーは、チャールズ・エドワード・フレイザー＝タイトラー・オブ・バルナイン・アンド・オルドーリーの娘として、インドに生まれた。しかし、幼少時を過ごしたのはスコットランドで、1860年代にはイングランドに移り住んだ。
最初メアリーは肖像画家として有名になった。女流写真家のジュリア・マーガレット・カメロンらワイト島フレッシュウォーターのコミュニティと親しくし、そこで象徴主義画家のジョージ・フレデリック・ワッツと出逢い、1886年11月20日、サリー州エプソムで結婚した。夫ジョージは69歳で2度目の結婚、妻メアリーは36歳だった。
結婚後、メアリーはケルトやアール・ヌーヴォーの分野で、浅浮き彫り、土器、金属加工、織物と、広範囲にわたって仕事をした。夫ワッツとともにサリー州コンプトン近郊の「Limnerslease」という家に移り住み、その地で、コンプトン土器ギルドや美術工芸ギルドを再設立した。1895年、ワッツ位牌堂をデザイン・建設。さらに、夫の作品を保存するワッツ・ギャラリーも建設した（1903年 - 1904年）。（ギャラリーのオープンは4月で、夫ワッツはその2ヶ月後に死去した）。
メアリーは、コンプトン土器ギルドのための粘土造型ならびにワッツ位牌堂建設のための労働者の育成と並んで、貧困にあえぐ人々が、地域の手工芸保護の仕事に雇用されるよう、努力した。メアリーは、誰でも機会を与えられさえすれば美しいものを作ることができ、誰でもその中に自分自身を創造的に表現した工芸品を持つべきだと確信していた。また、メアリーはケルト様式、つまり、スコットランドやアイルランド固有の芸術表現の復活を支援した。具体的には、絨毯会社アレクサンダー・モートン社のためにこのスタイルの絨毯をデザインできないか打診した。モートン社は、社会改良団体「アイルランド密集地区委員会」（en:Congested Districts Board for Ireland）と提携して、アイルランドのドニゴールに工場を設立し、生計を立てる機会にまったく恵まれなかった土地の女性たちを雇用した。
メアリーは「自由ケルト様式（Liberty's Celtic style）」を提唱した。ケルト・リバイバル（ケルト文学復興運動）を心に描いて作られた絨毯、本の装丁、金属細工、織物は、（政治哲学における）「自由」（en:Liberty）のための、ワッツ位牌堂でのメアリーの初期のデザインに基づいている。